# 笑撃のナムチャックス!
『笑撃のナムチャックス!』（しょうげきのナムチャックス、原題:Numb Chucks）は、カナダのアニメ。 2014年1月7日よりYTVにて放送中 、日本では2015年4月27日よりディズニーXDにて放送中。

## 解説
アクション・スターにあこがれ、カンフーにのめりこむ2匹のウッドチャックの奮闘を描いたギャグアニメ。

## 登場人物

### メインキャラクター
ディルウィード
声 - 櫻井トオル/英 - テリー・マクグリン
主人公。ディンガリング・スプリングスに住む。自信過剰で頑固な性格。
ファンガス
声 - 後藤ヒロキ/英 - ルー・アッティア
ディルウィードの弟で、ディルウィードより15秒後に生まれた。楽天家だが、方向性が定まっていない。
クィルズ
声 -/英 -ブリン・マクオーレイ
ディルウィードらナムチャックスの協力者。ボウリング場に一人で勤務しており、外に出ることがないため、ナムチャックスらの活動を見ることを楽しみにしている。
フーヴス
声 - /英 - ロバート・ティンクラー
ナムチャックスの隣人で、彼らの起こす迷惑をこうむっている。ナムチャックスが憧れるウッドチャック・モリス（ジョリス・ジャースキー）は同級生にあたる。
ブフォード (Buford)
声 - 羽野だい豆/英 -アンドリュー・ジャクソン
羊。いつもイライラしている。祖母にナムチャックスの愚行を見せて自分の気を引かせるべく彼らを陥れようとしてはやり返される。
バターナット(Grandma Butternut)
声 - 杉山滋美/英 -ジュリー・ルミュー
ブフォードの祖母。元気で気前は良いが、鈍感な人物。実の孫よりもナムチャックスを気に入っている。

### サブキャラクター
ドーン
声 - 渚兎奈/英 -あ

## サブタイトル
1. 同窓会に潜り込め！/ジャガイモ・ソファー！
2. ワイルドなおばあさん/忍者ミイラをやっつけろ
3. パワーの瓶/最強のスナック販売機
4. ウッドチャック、サイコーの日/ゲンコツ怪力マンの襲撃
5. 赤ちゃんビューフォードの子守/ビューフォード師匠
6. 愛しのトースター？！　/　ドクター・ワルワニー
7. ビューフォードを送ろう！　/　ディンガリング・スプリングスのマスコット
8. 防犯ロボットD.E.R.P.　/　ウッドチャック・モリス人形のお言葉
9. フーブスはサンタさん？！/ビューフォードの『クリスマス・キャロル』
10. カンフーの匂い　/　お上品クラブ
11. ウッドチャック・モリスのナンバーワン・バッジ　/　おばあさんのスリリングな日
12. ハエ天国　/　プールのルール
13. やりたいことリスト　/　いい男、ファンガシオ！
14. お気に入りのおやつ　/　ビューフォードはマーメイド？！
15. 目隠しチャッキー・マスター / ハート泥棒
16. おじいさんになった！ / クイルズはカンフー・マスター？
17. がっつき虫がやってきた！ / くつろぎのバターナット・ホテル
18. 最強のレスラーは誰だ？ / パイを守れ！
19. モリスを救え！ / フーブスのワイルドな家族
20. ピンヘッズが大ピンチ！ / 二人のフーブス
21. ぬいぐるみコンテスト / 可愛いファンにご用心！
22. 海賊のお宝を探せ！ / サマーキャンプでご機嫌になろう！
23. かくれんぼマスター / ドクター・ワルワニーの復讐
24. 糸くずモンスター / 悪者通報ホットライン
25. ファンガスとビッグフット / エイリアンと仲良くなろう！
26. ハロウィーンはビビリーン！ / 汚れの魔王

## スタッフ
- 制作：Jam Filled Entertainment 、9 Story Media Group,
- ストーリーエディター： Jono Howard